# ダーレン・マクギャヴィン
ダーレン・マクギャヴィン（Darren McGavin, 1922年5月7日 - 2006年2月25日）は、アメリカ合衆国の俳優。本名：ウィリアム・ライル・リチャードソン（William Lyle Richardson）。
テレビドラマ『事件記者コルチャック』の主人公カール・コルチャック役を演じたことで知られる。

## 来歴
ワシントン州スポケーン生まれ（一説にはカリフォルニア州サンホアキン生まれ）。両親が失踪し、10代をワシントン州タコマの倉庫街で過ごす。
初めはコロムビア映画の舞台裏で塗装工として働き、端役として映画に出演するチャンスを掴む。その後、ニューヨークに移ってテレビ制作に携わったり、自身で出演しながら、ネイバーフッド・プレイハウスやアクターズ・スタジオで演技を学んだ。
ブロードウェイの舞台にも立って俳優としてのキャリアを積み、テレビドラマ『探偵マイク・ハマー』や『事件記者コルチャック』に主演したことで名声を馳せる。その後も映画やテレビドラマへの出演を続けたが、2006年、ロサンゼルス地区の病院で死去した。

## 私生活
私生活では女優のメラニー・ヨークと結婚し、4人の子供をもうける。1969年に離婚し、同年に女優のキャシー・ブラウンと結婚したが、2003年に死別した。

## 主な出演作品

### 映画
- 楽聖ショパン A Song to Remember (1945)
- 旅情 Summertime (1955)
- 黄金の腕 The Man with the Golden Arm (1955)
- 紐育ウロチョロ族 The Delicate Delinquent (1957)
- チャレンジャー The Challengers (1969)
- 600万ドルの男-サイボーグ危機一髪 The Six Million Dollar Man (1973)
- 危険な国から愛をこめて Mrs. Pollifax - Spy (1971)
- 恐怖の館 Something Evil (1972)
- エアポート'77/バミューダからの脱出 Airport'77 (1977)
- HANGER 18/ハンガー18（テレビ放映タイトル『SF謎の宇宙船遭遇』）Hanger18 (1980)
- ナチュラル The Natural (1984)
- ゴリラ Raw Deal (1986)
- ゾンビ・コップ Dead Heat (1988)
- ブラッド&コンクリート Blood and Concrete (1991)
- アダム・サンドラーはビリー・マジソン/一日一善 Billy Madison (1995)

### テレビドラマ
- 探偵マイク・ハマー Mickey Spillane's Mike Hammer (1958-1959)
- 事件記者コルチャック Kolchak: The Night Stalker (1974-1975)
- 悪魔の手ざわり 「逆行」 The Evil Touch (1974) - 監督・出演
- TVキャスター マーフィー・ブラウン Murphy Brown (1988-1998)
- Xファイル X-FILE (1999)

## 参照
1. 1 2 3 4  Risling, Greg (2006年2月26日). “Actor Darren McGavin Dies at 83” (英語). ワシントン・ポスト 2009年7月2日閲覧。
2. 1 2 3 4 5 6  Brozan, Nadine (2006年2月27日). “Darren McGavin, Versatile Veteran Actor, Dies at 83” (英語). ニューヨーク・タイムズ 2009年7月2日閲覧。